# Trianthema triquetra
Trianthema triquetra är en isörtsväxtart som beskrevs av Carl Ludwig von Willdenow och Spreng.. Trianthema triquetra ingår i släktet Trianthema och familjen isörtsväxter. Inga underarter finns listade i Catalogue of Life.